# Campanula prenanthoides
Campanula prenanthoides är en klockväxtart som beskrevs av Elias Magloire Durand. Campanula prenanthoides ingår i släktet blåklockor, och familjen klockväxter. Inga underarter finns listade i Catalogue of Life.

## Bildgalleri

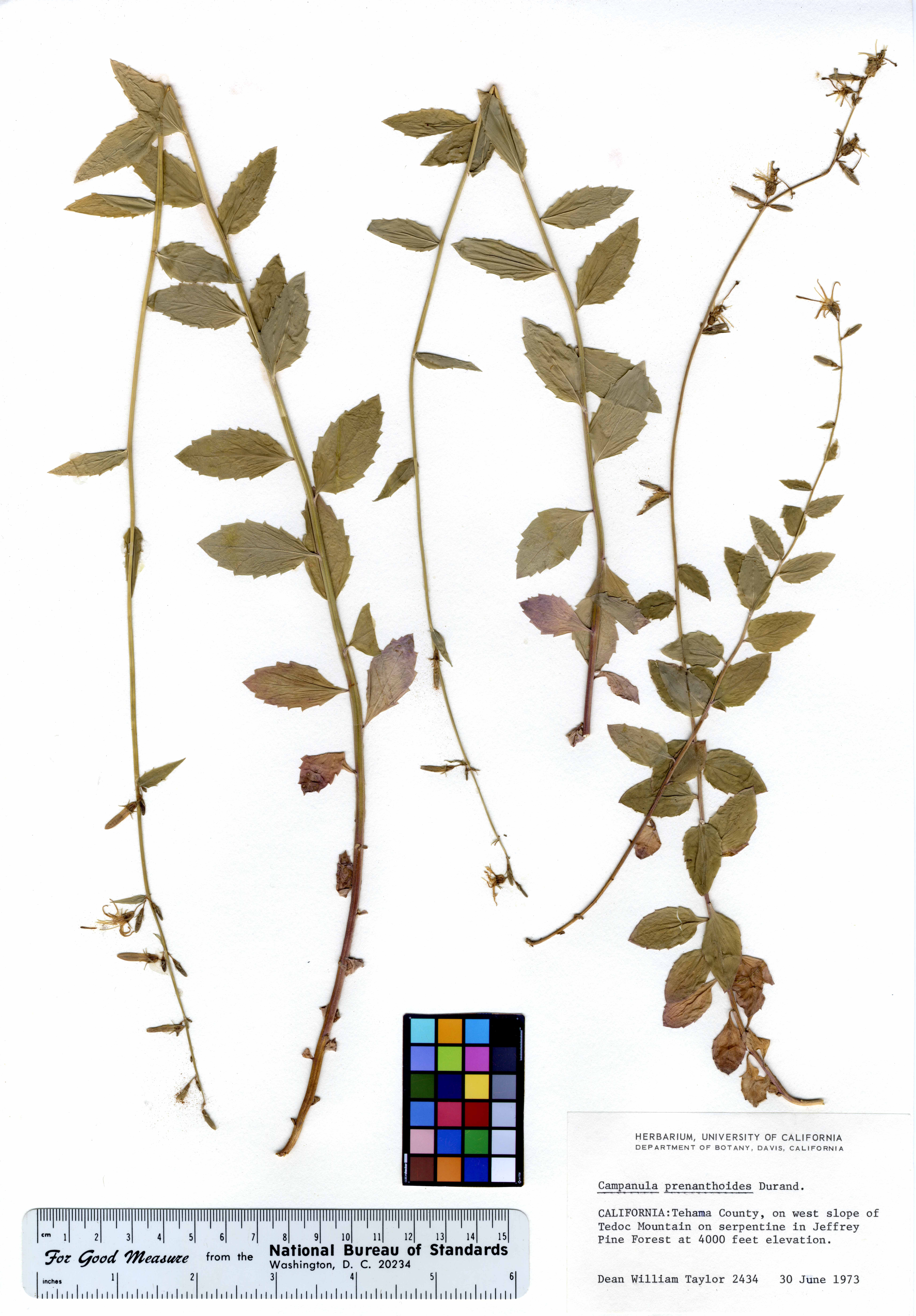
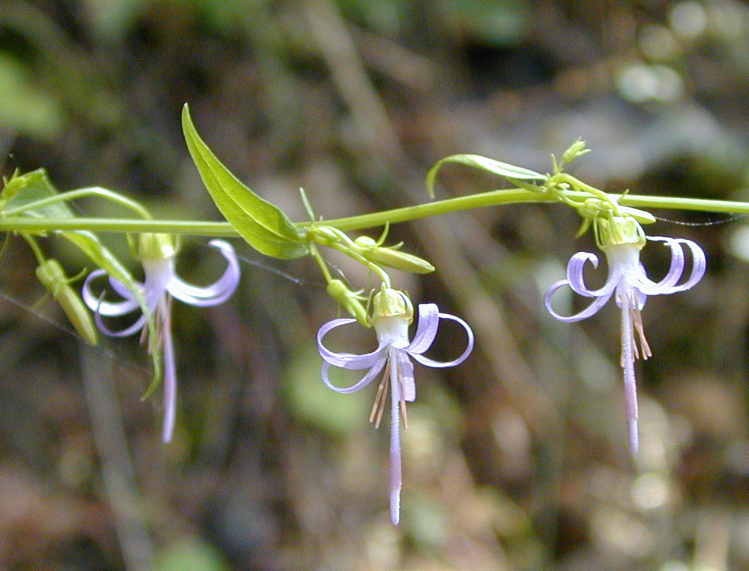